# 개방형 가상화 포맷
개방형 가상화 포맷, 오픈 가상화 포맷(Open Virtualization Format, OVF)은 버추얼 어플라이언스, 더 일반적으로는 가상 머신에 구동할 소프트웨어를 꾸리고 배포시키기 위한 개방형 표준이다. 확장자는 .ovf 또는 .ova이다.
이 표준은 "가상 머신에 구동할 소프트웨어의 패키징 및 배포를 위한 개방적이고 안전하고 이식 가능하고 효율적이며 확장 가능한 포맷"으로 기술된다. OVF 표준은 어느 특정한 하이퍼바이저나 명령어 집합 아키텍처에 구속되지 않는다. 패키징과 배포 단위는 이른바 OVF 패키지(OVF Package)로 불리며 하나 이상의 가상 시스템을 포함할 수 있으며 이 시스템 각각은 가상 머신에 배치(deploy)가 가능하다.

## 역사
2007년 9월 VM웨어, 델, HP, IBM, 마이크로소프트, 젠은 Distributed Management Task Force(DMTF)에 이른바 "Open Virtual Machine Format"(개방형 가상 머신 포맷)이라는 OVF 제안서를 제출하였다.
DMTF는 2008년 9월 예비 표준으로서 OVF 사양 V1.0.0을 최종 출판하였으며 2010년 1월에는 V1.1.0을 출판하였다. 2013년 1월, DMTF는 이 표준의 제2판인 OVF 2.0을 출판하였으며 신흥 클라우드 유즈 케이스에 적용되고 개선된 네트워크 구성 지원, 안전한 배급을 위한 패키지 암호화 기능을 포함한 OVF 1.0의 개선된 기능을 제공한다.
ANSI는 OVF 1.1.0을 ANSI 표준 INCITS 469-2010으로 승격하였다.
OVF 1.1은 2011년 8월 국제 표준화 기구(ISO)와 국제전기기술위원회(IEC)의 JTC 1(Joint Technical Committee 1)에 의해 2011년 8월 국제 표준으로 채택되었다.

## 산업 지원
OVF는 대체적으로 긍정적으로 수용되고 있다. 산업에서 여러 가상화 플레이어들은 OVF 지원을 발표해왔다.
| 제품 | OVF 최초 지원 버전                   | 출시일     |
| --- | ------------------------------------ | ---------- |
| 버추얼박스 | 2.2.0                                | April 2009 |
| 레드햇 엔터프라이즈 버추얼라이제이션(Enterprise Virtualization)                                                               | 2.2                                  | March 2010 |
| VM웨어 | ESX 3.5, Workstation 6.5, Player 3.1 | Dec 2007   |
| 젠서버(XenServer) | 5.6 or XenConvert before that        | May 2010   |
| IBM 파워 서버 AIX, 리눅스 z/VM, IBM 시스템즈 디렉터 (크로스 플랫폼 VM 관리자인 VMControl 엔터프라이즈 에디션 플러그인을 통해) |                                      |            |
| IBM 스마트클라우드 | IBM 스마트클라우드 엔터프라이즈 1.4  | Oct 2011   |
| 오픈노드 클라우드 플랫폼 | 1.1                                  | Nov 2010   |
| 오라클 VM | 3.0                                  | Aug 2011   |
| rPath | 4.0                                  | c.2008     |
| 수세 스튜디오(SUSE Studio) |                                      | Oct 2010   |
| 마이크로소프트 시스템 센터 버추얼 머신 매니저                                                                                 | 2012                                 | 2012?      |
| 아마존 일래스틱 컴퓨트 클라우드                                                                                               |                                      |            |
| Proxmox VE | 5.0                                  | Sep 2017   |

## 같이 보기
- VHD (파일 포맷)
- VMDK